# Propebela rathbuni
Propebela rathbuni é uma espécie de gastrópode do gênero Propebela, pertencente a família Mangeliidae.